# علمني كيف أحب
علمني كيف أحب (بالتركية: Bana Sevmeyi Anlat)‏ هو مسلسل تركي رومانسي درمي اُنتج عام 2016، من بطولة الممثل التركي الشاب قادير دوغلو والممثلة سيدا باكان، عُرض على قناة فوكس في 26 أغسطس 2016، وانتهى العرض بتاريخ 30 يناير 2017 الذي كان يعرض كل أسبوع حلقة واحدة يوم الأحد الساعة الثامنة بتوقيت تركيا.

## القصة
تبدأ القصة بمدينة فرايبورغ، حيث أن والد ليلى يعمل مزارع وحشمت الذي يستورد اللحم من ألمانيا إلى تركيا إلى مطعمه، فيعجب بليلى فتوافق ليلى على الزواج منه، وفي يوم العرس في إسطنبول تكتشف أن حشمت الرجل الرومانسي رئيس مافيا، فتقرر ليلى الهروب من العرس لتلتقي بألبير الذي لديه مطعم ويعمل مع حشمت، لينشئ فيما بينهم قصة حب طويلة وعندما يعلم ذلك حشمت يقرر أن يقتل بالبير، وفيما بعد تعمل ليلى في شركة لتكتشف فيما بعد أن صاحبة الشركة هي أمها التي تركتها وعمرها أشهر.

## روابط خارجية
- علمني كيف أحب على موقع IMDb (الإنجليزية)
- علمني كيف أحب على موقع كينوبويسك (الروسية)
- علمني كيف أحب على موقع قاعدة بيانات الفيلم (الإنجليزية)